# Dzień po dniu
Dzień po dniu – program informacyjny emitowany w TVN24 od 20 sierpnia 2007 od poniedziałku do piątku o 23:00. Od stycznia 2010 również w weekend.
W magazynie podsumowuje się najważniejsze wydarzenia danego dnia, z kraju, ze świata, z gospodarki i ze sportu oraz podawana jest prognoza pogody na następny dzień. Jest zwykle ostatnim w ciągu dnia programem TVN24 nadawanym na żywo. Po nim następuje nocny blok powtórek, a stacja wraca do przekazu na żywo dopiero o 5:55, gdy rozpoczyna się "Poranek TVN24".

## Prowadzący

### Obecnie
- Piotr Jacoń (od 20.08.2007)
- Marta Kuligowska (od 16.02.2021)
- Mateusz Walczak (od 20.07.2020)
- Małgorzata Kukuła (od 15.02.2019)
- Marta Klos (od 16.01.2019)
- Agata Wolna (od 04.04.2020)
- Artur Molęda (od 10.02.2024)
- Sebastian Napieraj (od 13.04.2024)
- Joanna Kryńska (28.07-09.09.2009, od 01.10.2021)

### Dawniej
- Igor Sokołowski (07.01.2012-06.07.2014, 12.01.2018-18.02.2021)
- Olga Samsonowicz